# Resurrection (Halford)
Resurrection is het debuutalbum van de heavymetalband Halford en zanger Rob Halford, uitgebracht 8 augustus 2000.

## Tracklisting
1. "Resurrection" (3:58)
2. "Made in Hell" (4:12)
3. "Locked and Loaded" (3:18)
4. "Night Fall" (3:41)
5. "Silent Screams" (7:06)
6. "The One You Love to Hate" (Featuring Bruce Dickinson) (3:11)
7. "Cyberworld" (3:08)
8. "Slow Down" (4:51)
9. "Twist" (4:08)
10. "Temptation" (3:32)
11. "Drive" (4:30)
12. "Saviour" (2:57)

De Japanse versie bevat twee extra liedjes, "Sad Wings" en "Hell's Last Survivor".